# Kirk Baptiste
Kirk Renaud Baptiste (Beaumont, 20 giugno 1963 – Houston, 24 marzo 2022) è stato un velocista statunitense che ha gareggiato principalmente nei 200 metri piani.

## Biografia
Ha gareggiato per gli Stati Uniti ai Giochi olimpici di Los Angeles 1984, dove ha vinto la medaglia d'argento nei 200 m piani con il tempo di 19"96. Fu questa la prima volta che un atleta correva sotto il muro dei 20 secondi arrivando secondo in gara.
Nel 1985 fece parte, con Harvey Glance, Calvin Smith e Dwayne Evans, del quartetto statunitense che si aggiudicò la staffetta 4×100 m nella Coppa del mondo.
Baptiste è stato anche campione mondiale indoor nei 200 m piani, con la conquista della medaglia d'oro a Indianapolis 1987.

## Palmarès
| Anno | Manifestazione  | Sede         | Evento      | Risultato | Prestazione | Note                  |
| ---- | --------------- | ------------ | ----------- | --------- | ----------- | --------------------- |
| 1984 | Giochi olimpici | Los Angeles  | 200 m piani | Argento   | 19"96       |                       |
| 1987 | Mondiali indoor | Indianapolis | 200 m piani | Oro       | 20"73       | Record dei campionati |

## Altre competizioni internazionali
1985
- 4º in Coppa del mondo ( Canberra), 100 m piani - 10"17
- Oro in Coppa del mondo ( Canberra), 4×100 m - 38"10